# Erding
Erding é uma cidade da Alemanha localizado no distrito de Erding, região administrativa de Alta Baviera, estado da Baviera.